# Domenico Viviani
Domenico Viviani, född 29 juli 1772 i Legnaro, död 15 februari 1840 i Genua, var en italiensk naturforskare.
Viviani var professor i botanik och mineralogi vid Universitetet i Genua och lämnade i flera smärre arbeten floristiska bidrag från Italien, Korsika och Nordafrika. Han blev korresponderande ledamot av svenska Vetenskapsakademien 1816. 
Auktorsnamnet Viv. kan användas för Domenico Viviani i samband med ett vetenskapligt namn inom botaniken; se Wikipediaartiklar som länkar till auktorsnamnet.